# Physaria dornii
Physaria dornii är en korsblommig växtart som beskrevs av Lichvar. Physaria dornii ingår i släktet Physaria och familjen korsblommiga växter. Inga underarter finns listade i Catalogue of Life.